# Szewczenko (rejon dnieprzański)
Szewczenko (ukr. Шевченко) – osiedle na Ukrainie, w obwodzie dniepropetrowskim, w rejonie dnieprzańskim, w hromadzie Mykołajiwka. W 2001 liczyła 904 mieszkańców.